# Długie Pole
Długie Pole (niem. Langfelde) – wieś w Polsce, położona w województwie pomorskim, w powiecie gdańskim, w gminie Cedry Wielkie, na obszarze Żuław Gdańskich.
Wieś należąca do Żuław Steblewskich terytorium miasta Gdańska położona była w drugiej połowie XVI wieku w województwie pomorskim. W latach 1975–1998 miejscowość administracyjnie należała do województwa gdańskiego.
Północna część wsi nazywa się Cedrowskie Pola (dawniej siedziba gromady), środkowa – Długie Pole Drugie, a południowa – Długie Pole Pierwsze.
Siedziba klubu sportowego Wisła Długie Pole.